# Екшал
Екша́л — река в России, протекает в Архангельской области. Является левым притоком реки Большой Луч (бассейн Северной Двины).

## География
Устье реки находится в 3 км по левому берегу реки Большой Луч. Длина реки составляет 14 км. Екшал — самый большой приток реки Большой Луч, впадает в неё за 3 км до устья. Течёт Екшал по лесной, ненаселённой местности. У Екшала довольно велико значение уклона реки.

## Данные водного реестра
По данным государственного водного реестра России относится к Двинско-Печорскому бассейновому округу, водохозяйственный участок реки — Вычегда от города Сыктывкар и до устья, речной подбассейн реки — Вычегда. Речной бассейн реки — Северная Двина.
Код объекта в государственном водном реестре — 03020200212103000024488.